# Ramnarong Sawekwiharee
Ramnarong Sawekwiharee (18 de diciembre de 1996) es un deportista tailandés que compite en taekwondo.
Ganó dos medallas de bronce en el Campeonato Mundial de Taekwondo en los años 2015 y 2017, y dos medallas de plata en el Campeonato Asiático de Taekwondo en los años 2016 y 2018. En los Juegos Asiáticos de 2014 consiguió una medalla de bronce.

## Palmarés internacional
| Campeonato Mundial  | Campeonato Mundial           | Campeonato Mundial | Campeonato Mundial |
| Año                 | Lugar                        | Medalla            | Categoría          |
| ------------------- | ---------------------------- | ------------------ | ------------------ |
| 2015                | Cheliábinsk (Rusia)          | Medalla de bronce  | –54 kg             |
| 2017                | Muju (Corea del Sur)         | Medalla de bronce  | –54 kg             |
| Juegos Asiáticos    |                              |                    |                    |
| Año                 | Lugar                        | Medalla            | Categoría          |
| 2014                | Incheon (Corea del Sur)      | Medalla de bronce  | –54 kg             |
| Campeonato Asiático |                              |                    |                    |
| Año                 | Lugar                        | Medalla            | Categoría          |
| 2016                | Pásay (Filipinas)            | Medalla de plata   | –54 kg             |
| 2018                | Ciudad Ho Chi Minh (Vietnam) | Medalla de plata   | –54 kg             |